# Heni
Heni (kinesiska: 禾尼, 禾尼乡) är en socken i Kina. Den ligger i provinsen Sichuan, i den sydvästra delen av landet, omkring 410 kilometer väster om provinshuvudstaden Chengdu. Antalet invånare är 3048. Befolkningen består av 1 495 kvinnor och 1 553 män. Barn under 15 år utgör 31 %, vuxna 15-64 år 62 %, och äldre över 65 år 5,0 %.
Genomsnittlig årsnederbörd är 712 millimeter. Den regnigaste månaden är juli, med i genomsnitt 164 mm nederbörd, och den torraste är november, med 2 mm nederbörd.